# Jamaicaanse dollar
De dollar is de munteenheid van Jamaica. Eén dollar is honderd cent.
De volgende munten worden gebruikt: 25 en 50 cent en 1, 5, 10 en 20 dollar. Het papiergeld is beschikbaar in 50, 100, 500, 1000 en 5000 dollar.
Voor de 19e eeuw werden Spaanse zilveren dollars en gouden munten gebruikt, maar ook Portugese gouden Joe's, en Franse munten. De eerste munten in Jamaica in de tijd van de Britse West-Indies werden in 1822 ingevoerd. In de 19e eeuw circuleerden ook Engelse ponden, Amerikaanse dollars en Canadese munten. Vanaf 1830 tot 1941 werden Jamaicaanse ponden gebruikt (JMP). De Britse West-Indies dollar (XBWD) werd wettelijk betaalmiddel in 1951, maar werd niet veel gebruikt. In 1969 werd het Jamaicaanse pond vervangen door de Jamaicaanse dollar in een verhouding van 1:2.